# Der unvergessene Mantel
Der unvergessene Mantel (englischer Originaltitel: The Unforgotten Coat) ist ein Kinderbuch des britischen Autors Frank Cottrell Boyce. Die Fotografien stammen von Carl Hunter und Clare Heney. Das Buch erschien 2011 bei Walker Books und im März 2012 als deutsche Übersetzung von Salah Naoura beim Carlsen Verlag. 
Erzählt wird die Geschichte zweier Brüder, die mit ihren Eltern aus der Mongolei geflüchtet und in Bootle, einer Kleinstadt in der Nähe von Liverpool, gelandet sind. Der Roman wurde mit dem Deutschen Jugendliteraturpreis 2013 ausgezeichnet und erhielt den Guardian Children’s Fiction Prize.
Das Buch behandelt die Themen Freundschaft, kulturelle Unterschiede und Abschiebung. 

## Inhalt
Die Handlung findet in der Kleinstadt Bootle in der Nähe von Liverpool statt und wird aus der Perspektive von der inzwischen erwachsenen Julie erzählt, die durch einen Besuch ihrer alten Schule, die abgerissen werden soll, an die Geschichte der Brüder Dschingis und Nergui erinnert wird. 
Julie besucht die sechste Klasse und bekommt zwei neue Mitschüler. Sie heißen Dschingis und Nergui, kommen aus der Mongolei und sind neu in Großbritannien. Die Brüder ernennen Julie zu ihrem „Guten Ratgeber“, da sie in einem fremden Land jemanden brauchen, der ihnen gute Ratschläge gibt. Julie ist fasziniert, recherchiert Informationen über die Mongolei und sorgt sich ab diesem Moment um Dschingis und Nergui. Dschingis erzählt ihr anhand der Polaroids, die er mit sich herumträgt,  Geschichten aus der Mongolei. 
Doch Julie wundert sich, wo die Brüder wohnen und folgt ihnen eines Tages nach Hause. Sie realisiert, dass sie in einem Flüchtlingswohnheim untergekommen sind und in ständiger Angst leben, abgeschoben zu werden. Julies Besuch ist Dschingis und Nergui sichtlich unangenehm. 
Am nächsten Tag verschwinden Dschingis und Nergui in der Schule, Julie folgt ihnen und die drei machen einen Ausflug zum Strand. Dabei findet Julie heraus, dass die Polaroids nicht in der Mongolei, sondern allesamt in Bootle aufgenommen wurden. Am Abend bringt Julie Dschingis und Nergui nach Hause, woraufhin diese enttäuscht von ihr sind und sie als Verräterin beschimpfen. 
Julies Klassenlehrerin, Ms. Spendlove, verkündet am nächsten Tag, dass Dschingis sie in der Nacht angerufen hat, um ihr mitzuteilen, dass sie nicht mehr zur Schule kommen werden. Dschingis, Nergui und ihre Familie waren illegal in Großbritannien und wurden in die Mongolei abgeschoben. 
Julie hat die Brüder danach nie wieder gesehen. Nur der Mantel hing die Jahre über in der Schule, mit den Fotos in der Manteltasche.
Die erwachsene Julie nimmt den Mantel samt den Polaroids an sich. Über Facebook nehmen Dschingis und Julie Kontakt auf. Julie fragt Dschingis, ob er seinen Mantel wiederhaben möchte, was er bejaht. Er markiert sie zudem auf einem Foto von sich und Nergui, auf dem sie ein Plakat mit der Inschrift „Julie, du bist unser Guter Ratgeber und Freund. Danke. Liebe Grüße von Dschingis und Nergui“ halten. 

## Figuren

### Julie
Julie ist eine 11-jährige Schülerin der 6. Klasse in Bootle, England. Als die Brüder aus der Mongolei in ihre Klasse kommen und sie zu ihrer „Guten Ratgeberin“ ernennen, weckt das ihr Interesse für ein für sie vorher unbekanntes Land wie die Mongolei. Sie nimmt ihre Aufgabe, den beiden alles zu erklären, sehr ernst und hofft zu ihnen nach Hause eingeladen zu werden, da in ihrer Vorstellung das ganze Haus voller Seide und Schmuck ist.

### Dschingis
Dschingis ist der große Bruder von Nergui und kommt aus der Mongolei. Er fühlt sich für seinen kleinen Bruder verantwortlich und beschützt ihn.

### Nergui
Nergui ist der kleine Bruder von Dschingis und glaubt, von einem Dämon verfolgt zu werden. 